# Linda Lingle
Linda Lingle z domu Cutter (ur. 4 czerwca 1953 w Saint Louis) – amerykańska polityk, członkini Partii Republikańskiej. Od 2 grudnia 2002 do 6 grudnia 2010 pełniła urząd gubernatora stanu Hawaje. 
W dzieciństwie mieszkała w stanie Missouri, a jako dwunastolatka przeniosła się z rodziną do Kalifornii. Tam ukończyła z wyróżnieniem studia dziennikarskie, a wkrótce potem wspólnie z ojcem przeprowadziła się na Hawaje. Najpierw pracowała jako rzeczniczka prasowa związków zawodowych, a później została wydawcą lokalnej gazety na wyspie Molokaʻi. W 1980 rozpoczęła karierę polityczną, uzyskując miejsce w radzie hrabstwa Maui. Dziesięć lat później wygrała nieoczekiwanie wybory na burmistrza hrabstwa. W 1998 po raz pierwszy uzyskała nominację Republikanów w wyborach gubernatorskich, ale uległa urzędującemu gubernatorowi Benowi Cayetano z Partii Demokratycznej. Mimo tej porażki, w 1999 została wybrana szefową struktur Republikanów na Hawajach. 
W 2002 ponownie stanęła do wyborów, korzystając z faktu, iż prawo zabraniało Cayetano ubiegania się o trzecią kadencję. Demokraci wystawili przeciw niej dotychczasową zastępczynię gubernatora, Mazie Hirono. Lingle wygrała i została pierwszym republikańskim gubernatorem Hawajów od 1962 roku. Ze względu na swoje wyznanie - judaizm - przysięgę gubernatorską składała trzymając dłoń na Tanachu, a nie na Biblii, jak czynią to zwykle w USA politycy chrześcijańscy. W czasie swojej pierwszej kadencji zdobyła na tyle dużą popularność, iż wielu czołowych hawajskich Demokratów odmówiło startu przeciw niej w kolejnych wyborach w 2006, obawiając się kompromitującej porażki. Ostatecznie jej rywalem został senator stanowy Randy Iwase, którego pokonała zdobywając 63% głosów (Iwase uzyskał 35%). W grudniu 2010 końca dobiegła jej druga i ostatnia dopuszczalna prawem kadencja. 
Lingle była dwukrotnie zamężna. W latach 1972-75, gdy jeszcze studiowała w Kalifornii, jej mężem był Charles Lingle, którego nazwisko postanowiła sobie pozostawić. Od 1986 do 1997 była żoną hawajskiego prawnika Williama Crocketta. Obecnie nie ma publicznie znanego partnera. Jest bezdzietna.